# Эйрунепе

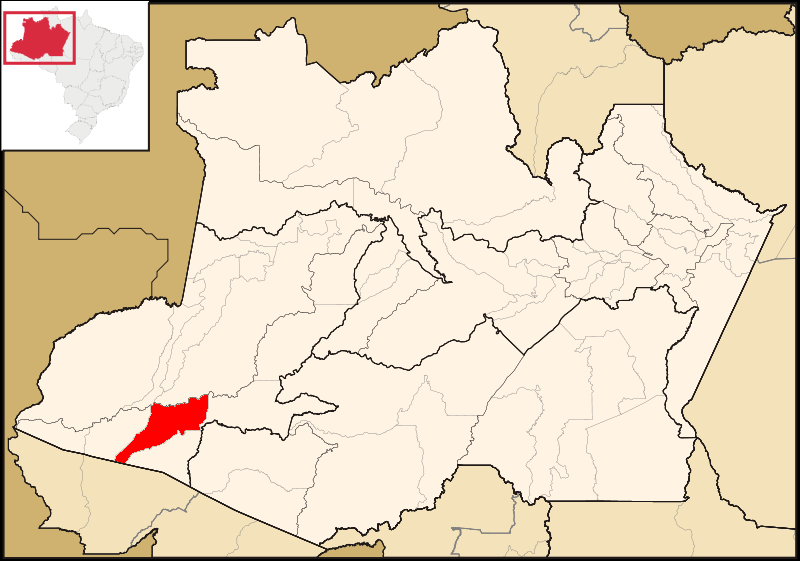
Эйрунепе на карте штата.

Эйрунепе (порт. Eirunepé) — муниципалитет в Бразилии, входит в штат Амазонас. Составная часть мезорегиона Юго-запад штата Амазонас. Входит в экономико-статистический микрорегион Журуа. Население составляет 30 665 человек. Занимает площадь 14 966,244 км². Плотность населения — 2,05 чел./км².
Праздник города — 8 сентября.

## Границы
Муниципалитет граничит:
- на севере —  муниципалитет Жутаи
- на востоке —  муниципалитет Итамарати
- на юге —  муниципалитет Энвира
- на юго-западе —  штат Акри
- на западе —  муниципалитет Ипишуна
- на северо-западе —  муниципалитет Бенжамин-Констант

## Демография
Согласно сведениям, собранным в ходе переписи 2010 г. Национальным институтом географии и статистики (IBGE), население муниципалитета составляет:
| Полное население                               | Полное население                               | Полное население                               | Полное население                               | 30 665 |
| ---------------------------------------------- | ---------------------------------------------- | ---------------------------------------------- | ---------------------------------------------- | ------ |
| в том числе:                                   | Городское население                            | 22 166                                         | Процент городского населения, %                | 72,28  |
|                                                | Сельское население                             | 8499                                           | Процент сельского населения, %                 | 27,72  |
|                                                | Мужское население                              | 15 779                                         | Процент мужского населения, %                  | 51,46  |
|                                                | Женское население                              | 14 886                                         | Процент женского населения, %                  | 48,54  |
| Плотность населения, чел/км²                   | Плотность населения, чел/км²                   | Плотность населения, чел/км²                   | Плотность населения, чел/км²                   | 2,05   |
| Население муниципалитета в % к населению штата | Население муниципалитета в % к населению штата | Население муниципалитета в % к населению штата | Население муниципалитета в % к населению штата | 0,88   |

По данным оценки 2015 года, население муниципалитета составляет 34 025 жителей.

## Важнейшие населенные пункты
| № | Населённый пункт | Населённый пункт (порт.) | Категория         | Население чел. (2010) | На карте                       |
| - | ---------------- | ------------------------ | ----------------- | --------------------- | ------------------------------ |
| 1 | Эйрунепе         | Eirunepé                 | город             | 22 166                | 6°39′49″ ю. ш. 69°51′57″ з. д. |
| 2 | Дейша-Фалар      | Deixa Falar              | поселок           | 240                   | 6°42′01″ ю. ш. 70°19′49″ з. д. |
| 3 | Мамори           | Mamori                   | индейская деревня | 173                   | 6°39′03″ ю. ш. 69°33′47″ з. д. |
| 4 | Санта-Рита       | Santa Rita               | индейская деревня | 147                   | 6°39′18″ ю. ш. 69°26′10″ з. д. |
| 5 | Игарапе-Гранди   | Igarapé Grande           | индейская деревня | 129                   | 6°47′48″ ю. ш. 69°22′21″ з. д. |
| 6 | Сан-Мигел        | São Miguel               | индейская деревня | 85                    | 7°03′24″ ю. ш. 69°41′33″ з. д. |